# Stadion „Zwierzyniec” w Białymstoku

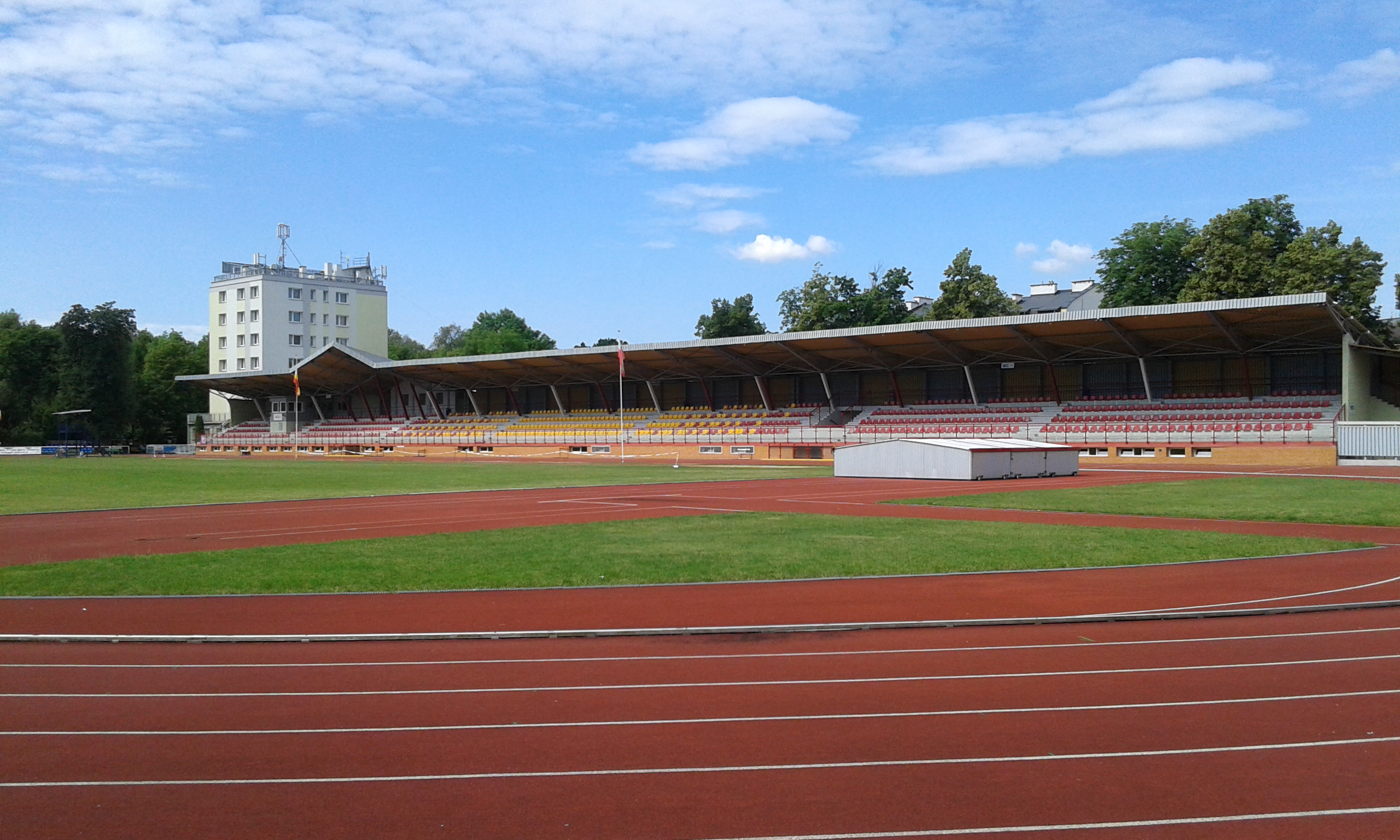
Stadion „Zwierzyniec” w Białymstoku

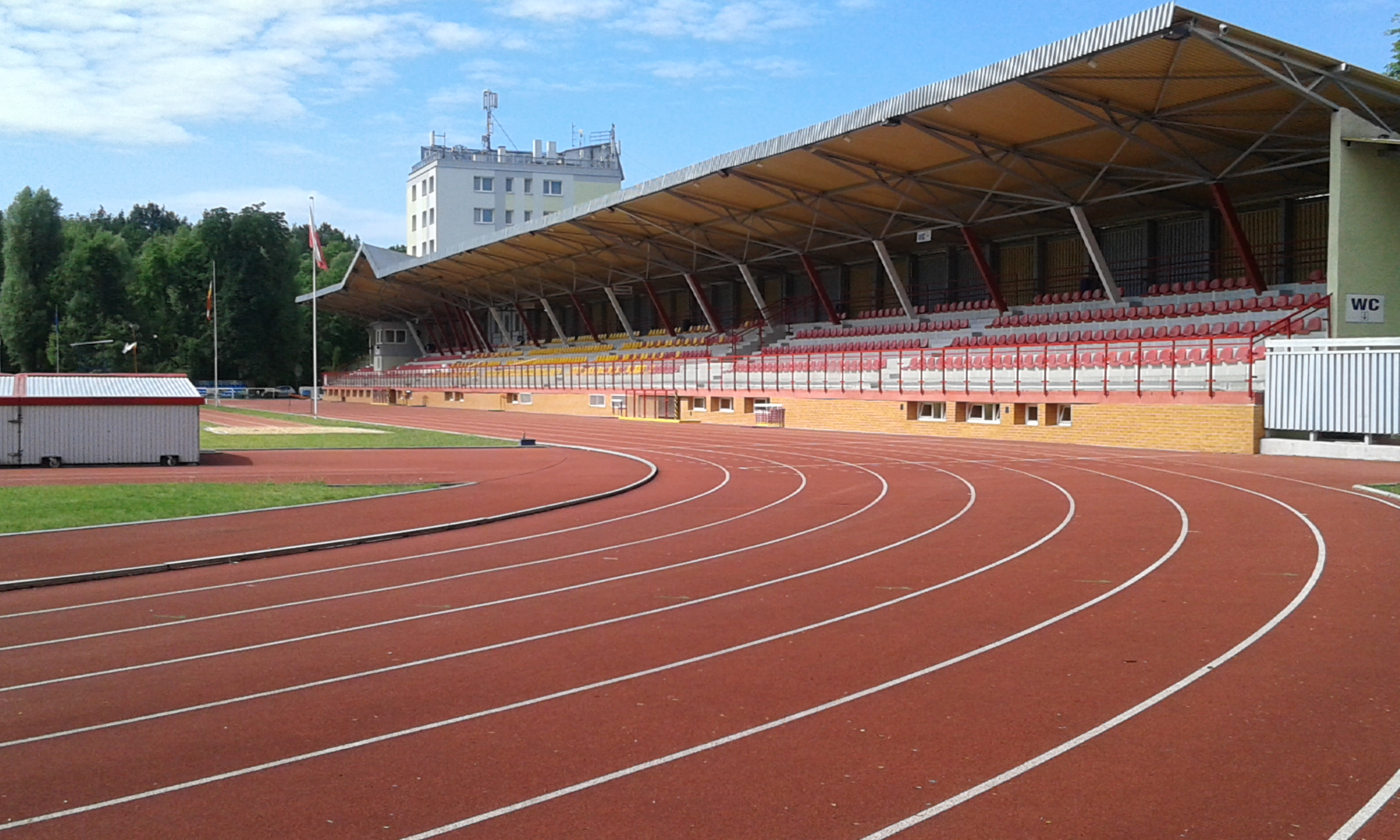
Stadion „Zwierzyniec” w Białymstoku widok na trybuny

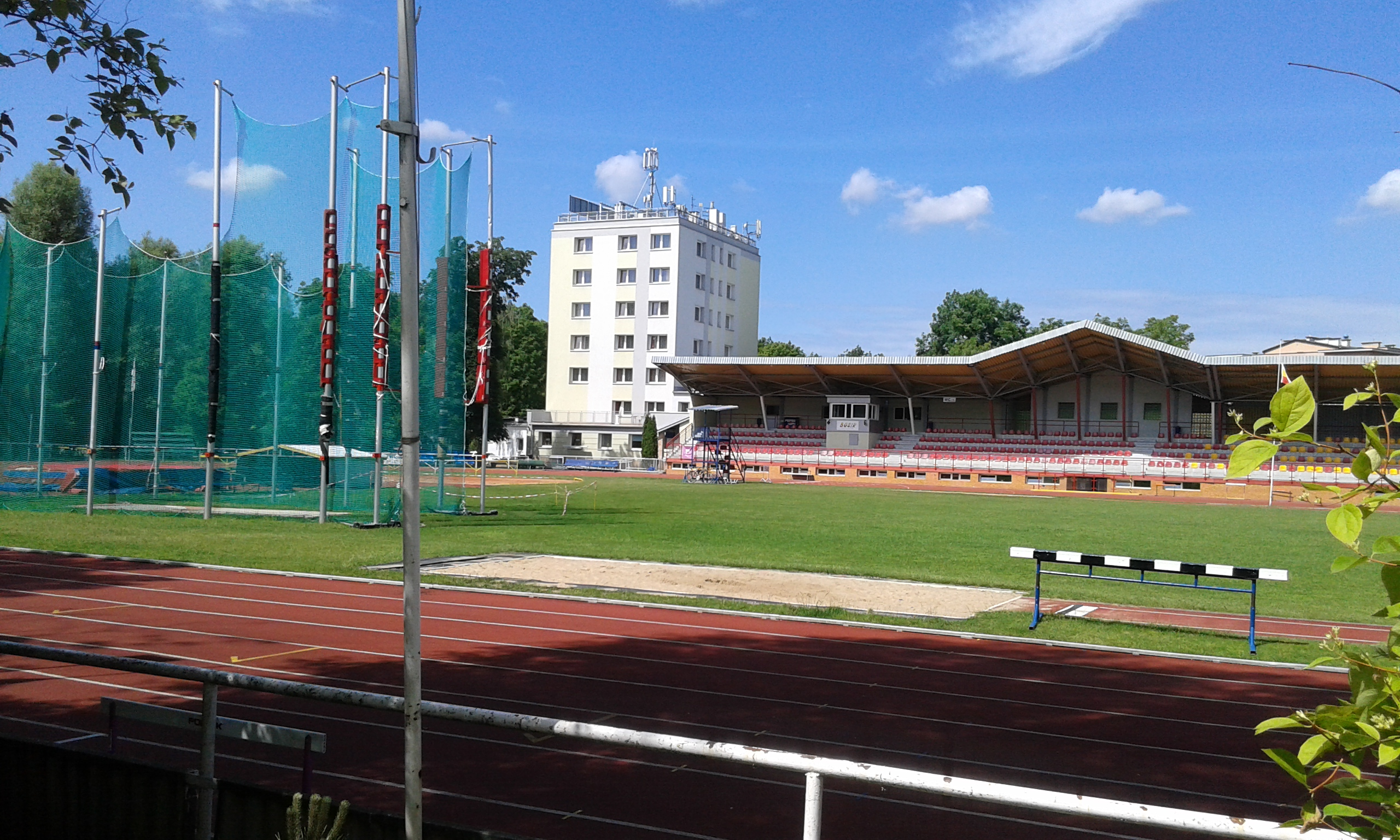
Stadion „Zwierzyniec” w Białymstoku - widok

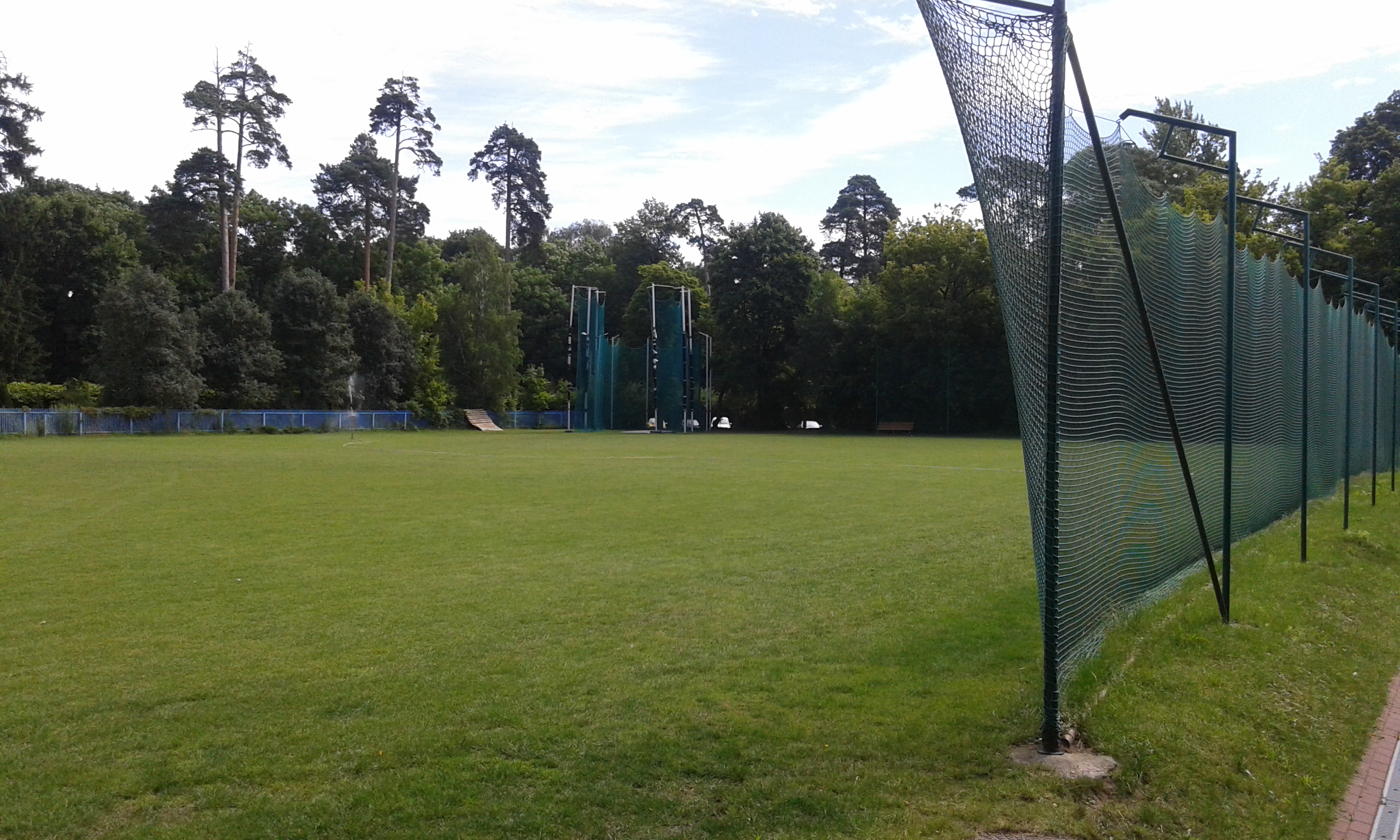
Boisko treningowe (rzutnie) stadionu „Zwierzyniec” w Białymstoku

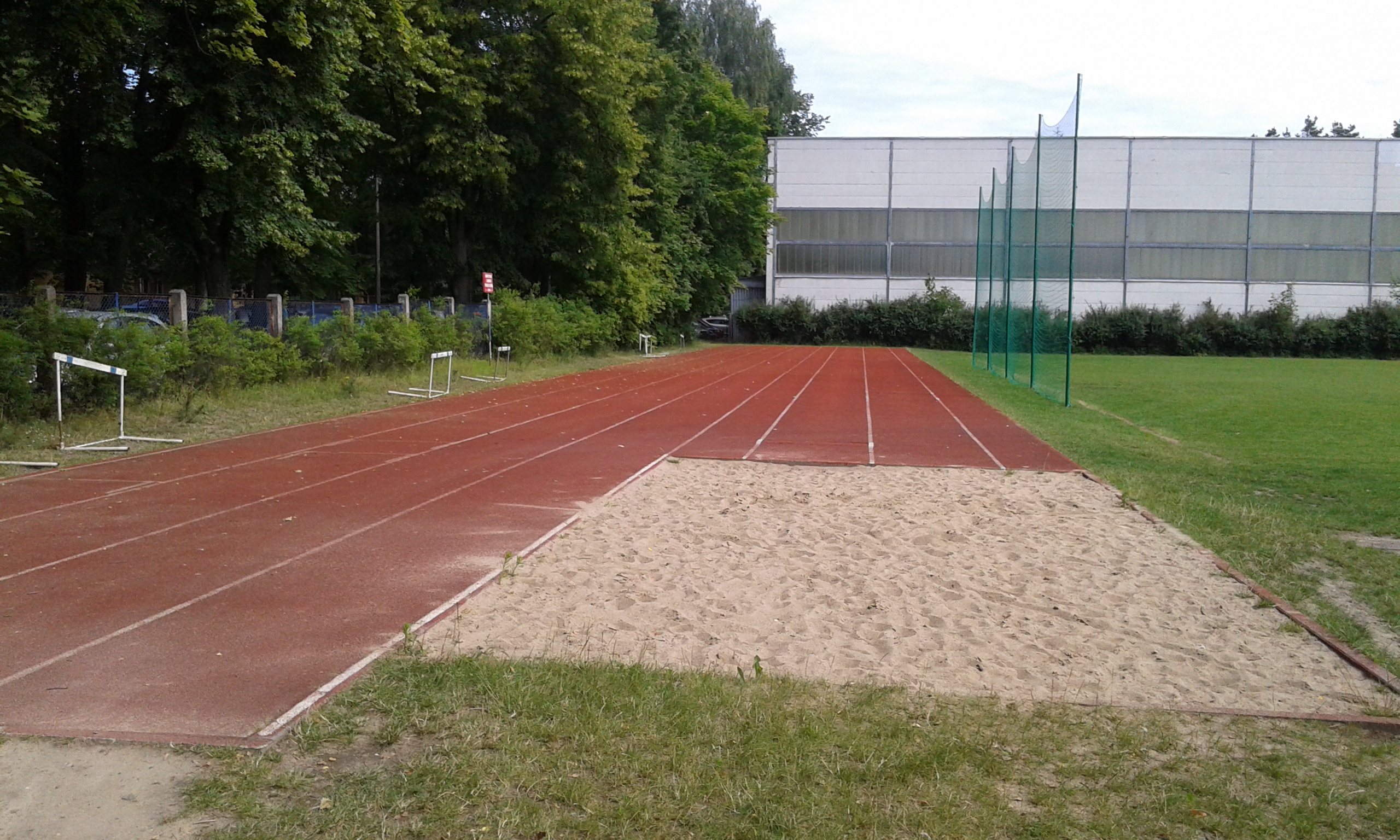
Bieżnia treningowa stadionu „Zwierzyniec” w Białymstoku

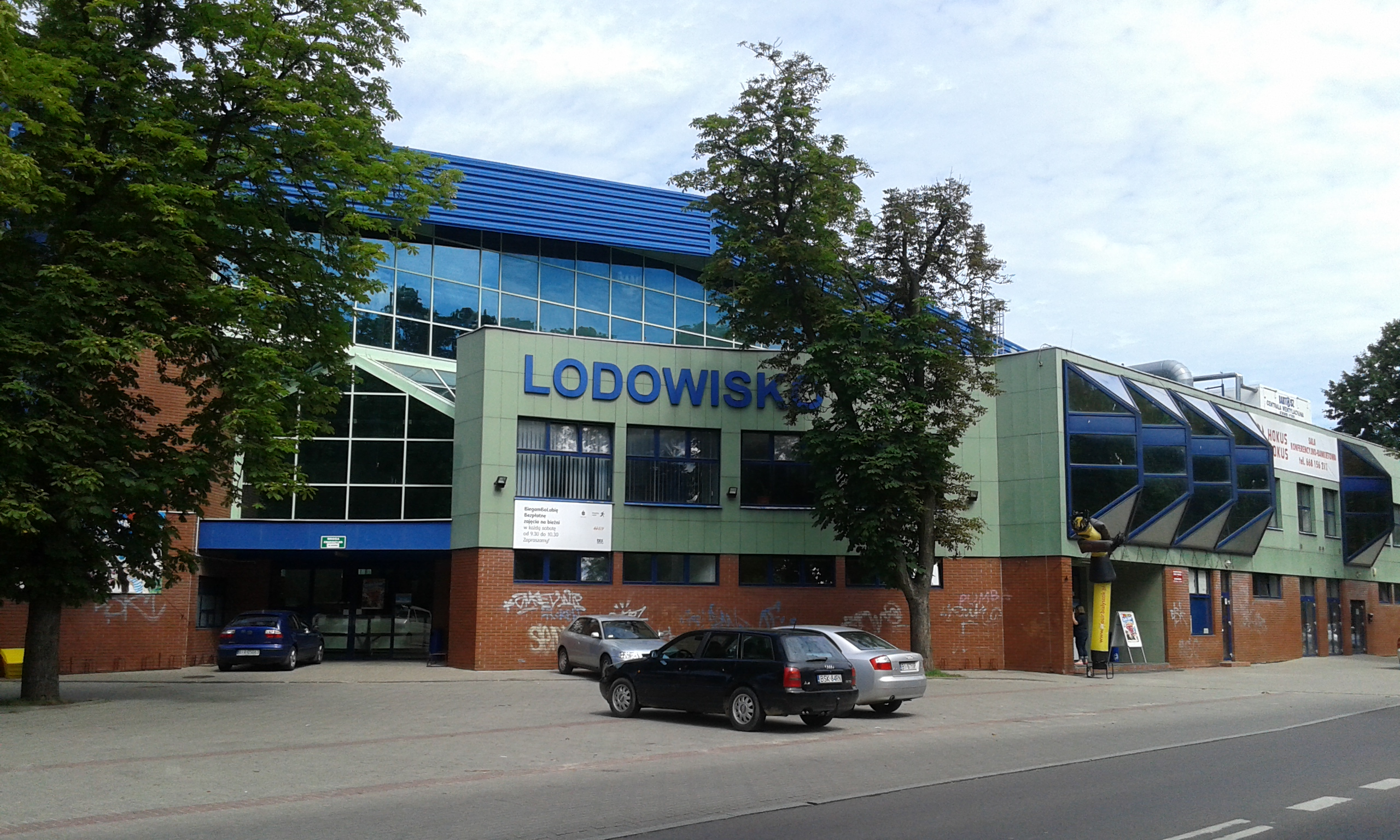
Lodowisko BOSiR w Białymstoku

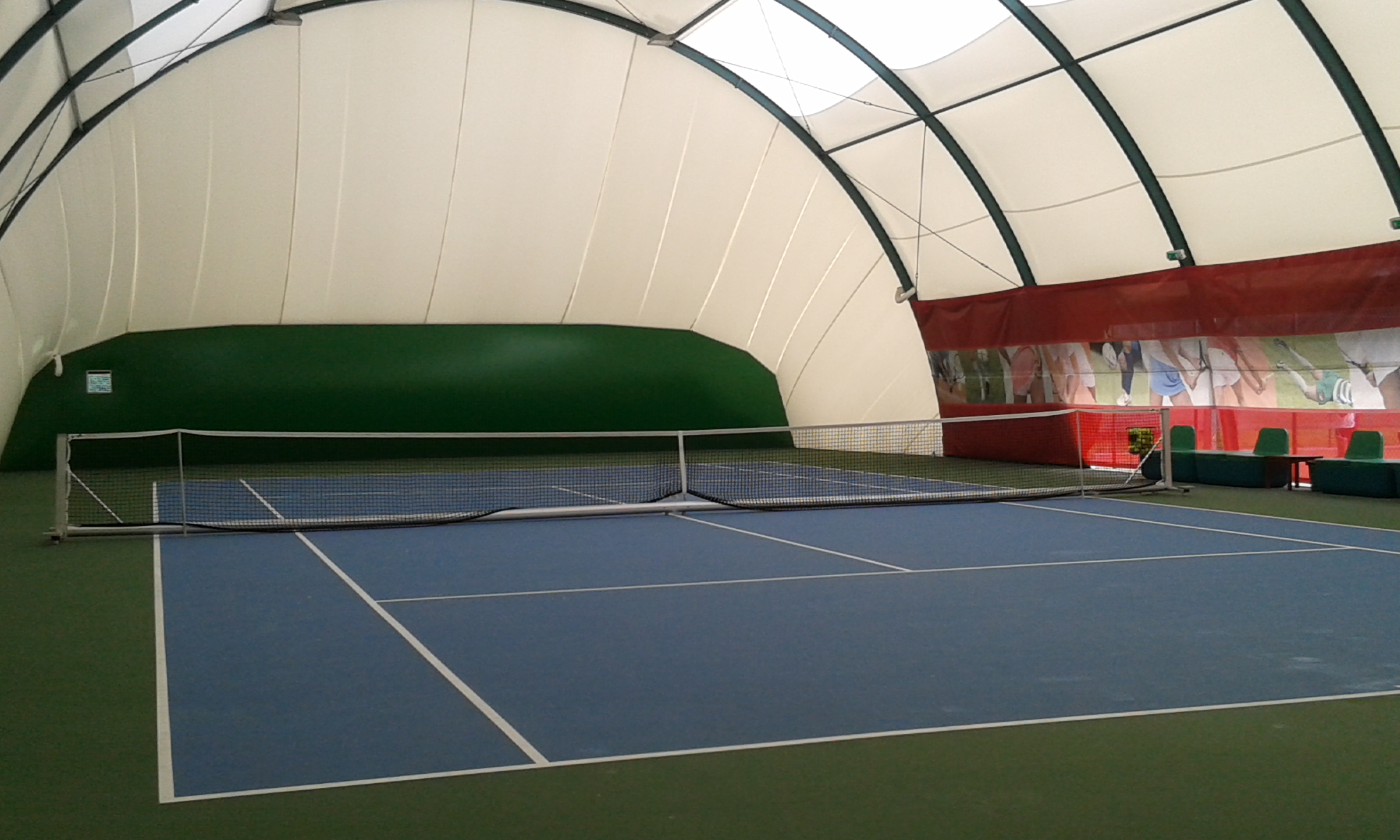
Kryte korty tenisowe BOSiR w Białymstoku

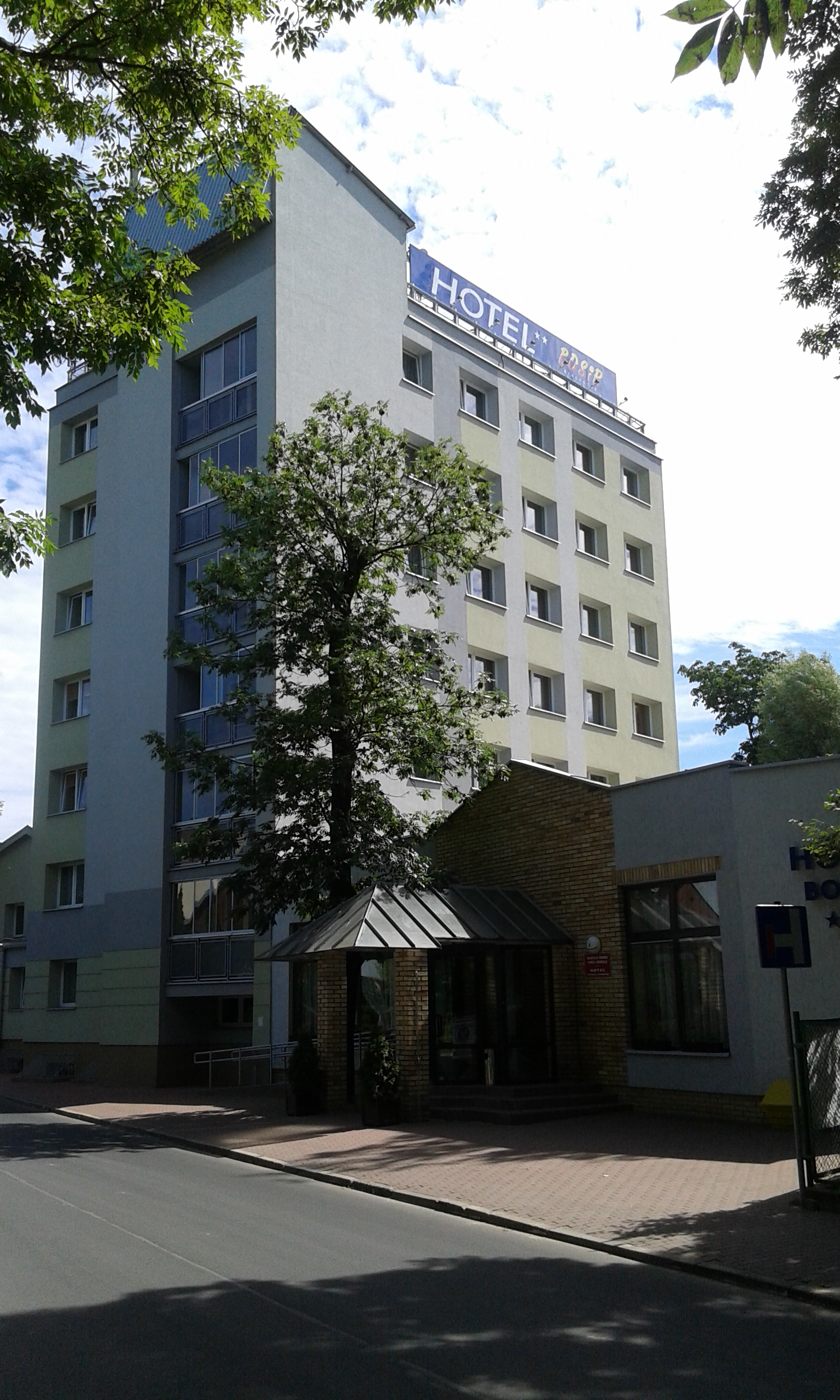
Hotel BOSiR w Białymstoku przy stadionie „Zwierzyniec”

Stadion Białostockiego Ośrodka Sportu i Rekreacji „Zwierzyniec” zwany potocznie stadionem „Zwierzynieckim” to najstarszy tego typu obiekt w Białymstoku, powstał 5 września 1926 roku. Położony jest w kompleksie Parku Konstytucji 3-maja oraz rezerwatu przyrody „Las Zwierzyniecki”. Obecnie pełni funkcję stadionu lekkoatletycznego, na którym rozgrywane są krajowe i międzynarodowe mityngi lekkoatletyczne.  Wraz z przyległymi obiektami sportowymi, takimi jak: kryte lodowisko, korty tenisowe oraz boczne boisko treningowe, tworzy miejski zespół obiektów sportowych.
Rokrocznie na stadionie odbywa się kilkanaście imprez sportowych, min.: mityngi rangi wojewódzkiej, ogólnopolskiej seniorów i juniorów, rangi akademickiej oraz międzynarodowej. Do całej gamy imprez dołączyły zawody organizowane przez Podlaski Okręgowy Związek Lekkiej Atletyki min.: Mityng z okazji uchwalenia Konstytucji 3 Maja rozgrywany 3 maja nieprzerwanie trwa od 1989 roku, od roku 2013 Mityng Wschodzący Białystok. Od roku 2014 rozgrywane są zawody przy sztucznym oświetleniu Mityng wieczorny.

## Historia
- W roku 1924 na wniosek władz miejskich, w tym prezydenta Bolesława Szymańskiego została podjęta decyzja o budowie stadionu miejskiego. Na lokalizację wybrano Park Zwierzyniecki, gdzie już wcześniej istniało boisko należące do 61 Włodzimierskiego Pułku Piechoty. Twórcą projektu był inżynier Życiński. Projekt zawierał nie tylko stadion, ale i korty tenisowe, pole golfowe oraz inne boiska sportowe. Budowa stadionu była finansowana z funduszy robót publicznych jak i z powszechnej zbiórki przeprowadzonej wśród mieszkańców miasta[4].
- Stadion ukończono w lipcu, a oddano do użytku 5 września 1926 roku. Posiadał płytę boiska wraz z bieżnią lekkoatletyczną.
- W roku 1927 przystąpiono do budowy drewnianych trybun wraz z zadaszeniem.
- Stadion służył jako miejsce rozgrywania meczów piłkarskich oraz zawodów lekkoatletycznych. Zarządcą stadionu w tym czasie był 42 Pułk Piechoty. Rozgrywały tu swoje mecze zespoły WKS 42 Pułku Piechoty (od 1932 pod nazwą Jagiellonii Białystok), ŻKS Białystok (Żydowskiego Klubu Sportowego) i innych białostockich drużyn. Stadion był także miejscem wieców oraz uroczystości miejskich.
- W roku 1934, po 8 latach użytkowania z powodu złego stanu technicznego boiska oraz drewnianych trybun, podjęto decyzję o przebudowie stadionu. Tak jak wcześniej niemały wkład w to przedsięwzięcie miały osoby prywatne, przykładem jest postać Mikołaja Kawelina.
- Stadion po przebudowie wzbogacił się o nową 600-osobową krytą trybunę wraz z zapleczem dla 100 zawodników. Wykonano także zaplecze sanitarne, brak takich wygód był bolączką poprzednich lat. Projektantem był inż. Jarosław Giryn.
- W 1935 roku, 6–7 lipca odbyły się na stadionie lekkoatletyczne Mistrzostwa Polski mężczyzn[5].
- W roku 1938 przy stadionie wybudowano wieżę spadochronową, która została zniszczona w czasie II wojny światowej.
- W czasie wojny stadion był użytkowany przez okupantów. Najpierw radzieckich, którzy w latach 1939–1941 na stadionie rozgrywali Mistrzostwa Białorusi Zachodniej, później niemieckich.
- Po II wojnie światowej budziło się życie sportowe miasta, odradzały się kluby sportowe, min. BKS Jagiellonia Białystok(później pod nazwą Budowlani Białystok oraz powstawały nowe np. Włókniarz Białystok, Gwardia Białystok, które korzystały ze stadionu w Zwierzyńcu.
- Stadion w roku 1947 przeszedł modernizację. W latach powojennych był jedyną arenę zmagań sportowców w Białymstoku, jednak nigdy nie było planów, aby stał się główną areną Białegostoku, raczej miał pozostać obiektem kameralnym.
- Stadion do roku 1957 należał do Zrzeszenia Sportowego Sparta (wcześniej Ogniwo), po połączeniu Sparty z Jagiellonią do Jagiellonii. Kilka lat później został skomunalizowany i funkcjonuje do dziś jako stadiom miejski.
- W 1952 roku zbudowano nową wieżę spadochronową, przetrwała do roku 1963, kiedy to została rozebrana.
- Z biegiem lat kluby sportowe zaczęły budować swoje obiekty, np. w roku 1962 powstał stadion im. J. Kusocińskiego należący do Jagiellonii,  powstał także stadion Włókniarza, a w roku 1971 największy obiekt sportowy stadion Gwardii Białystok. Stadion „Zwierzyniecki”, który cały czas był we władaniu miasta, praktycznie przestał być stadionem piłkarskim, a zaczął coraz bardziej być obiektem lekkoatletycznym. W latach 1950–1980 swoje treningi oraz zawody sportowe rozgrywały tu kluby lekkoatletyczne, min.: 1957 AZS, później Juvenii Białystok, 1965 Klub Uczelniany Wyższej Szkoły Inżynieryjnej, 1968 Klub Uczelniany Filii Uniwersytetu Warszawskiego, od 1972 także zawodnicy Podlasia Białystok oraz innych klubów sportowych.
- Stadion co jakiś czas przechodził remonty i modernizacje, znaczącą było dobudowanie do stadionu budynku hotelu zwanego „Hotelem Zwierzynieckim”, dziś „Hotel BOSiR”.
- W 1981 roku po raz pierwszy na stadionie pojawił się tartan typu Regupol, służył on do roku 1998, gdzie został zmieniony na typ Polytan (służy do dzisiaj).
- W roku 1998 stadion przeszedł po raz kolejny gruntowną modernizację, zyskał odrestaurowane trybuny kryte na 750 miejsc siedzących, z pojemnością 1500 osób dla całego obiektu. Zmodernizowane zostało zaplecze sportowe, wybudowano nową tartanową bieżnię, boisko treningowe wraz z tartanowym torem do rozgrzewki.
- Ostatnia duża modernizacja to rok 2011, kiedy wyremontowano trybuny, zaplecze sportowe z bieżnią oraz zaplecze socjalno-magazynowe.
- W roku 2016 w ramach przygotowań do Mistrzostw Polski 2017 dokonano modernizacji bieżni z najwyższej klasy prefabrykowanej wykładziny kauczukowej z rolki (pow. 8 tys. m²). Wykonano nowe stanowisko do rzutu młotem, pchnięcia kulą, skocznię w dal i rów z wodą. Koszt przebudowy stadionu to ok. 3 mln 260 tys. zł[6].

## Dane techniczne stadionu
Stadion klasy A, z 8 torową bieżnią. Trybuna kryta na 750 miejsc siedzących, pojemność stadionu 1500 miejsc. Zaplecze dla zawodników z bieżnią treningową pod trybunami. Boisko treningowe (rzutnie i skocznie) z 4 torową bieżnią tartanową.